# Gilbert Hérail

Großmeisterwappen des Gilbert Hérail

Gilbert Hérail (auch Gilbert Erail; † 20. Dezember 1200) war ab 1193 der zwölfte Großmeister des Templerordens.

## Leben
Gilbert Hérail stammte aus Aragonien und trat in jungen Jahren dem Templerorden bei. Er blieb in den Ordensprovinzen Provence und Aragonien, wo er an der Reconquista gegen die spanischen Mauren teilnahm. Spätestens 1188 leitete er diese Ordensprovinzen; spätestens im Oktober 1190 war er als Großpräzeptor des Ordens bei der Belagerung von Akkon anwesend. Von 1190 bis 1193 war er „magister cismarinus“ (lateinisch: „Meister diesseits des Meeres“, auch „magister citra mare“ genannt), also Gebieter über die europäischen Besitzungen des Ordens, in Abgrenzung zum Großmeister, der als „magister transmarinus“ (lateinisch: „Meister jenseits des Meeres“) in den Besitzungen des Ordens im Heiligen Land gebot.
Nach dem Tod von Robert de Sablé wurde Gilbert 1193 zum Großmeister gewählt. Er förderte den Frieden zwischen Christen und Muslimen in Outremer, indem er diplomatische Abkommen mit dem ägyptischen Sultan al-Adil I. schloss. Manche waren mit dieser Politik nicht einverstanden und warfen ihm Verrat vor.
1196 eskalierten die Spannungen zwischen Templer- und Hospitaliterorden bei einem Streit über den Besitz einer kleinen Burg nahe Margat, die die Templer einem Vasallen der Hospitaliter gewaltsam und rechtswidrig entrissen. Erst auf Vermittlung von Papst Innozenz III. wurde der Streit geschlichtet und die Burg zurückgegeben.
Gilbert kümmerte sich auch um die Konsolidierung der Besitzungen des Ordens in Frankreich und Apulien.
In Spanien nahmen die Templer aktiv an der spanischen Reconquista teil und erhielten 1196 von König Alfons II. von Aragonien einige Besitzungen um ihre Niederlassung in Alfambra als Belohnung für ihre Schlachterfolge.